# Erbechinus
Genre
Erbechinus est un genre d'oursins (échinodermes) de la famille des Temnopleuridae.

## Systématique
Le genre Erbechinus a été créé en 1935 par le paléontologue suisse Alphonse Jeannet (d) (1883-1962) dans une publication rédigée en collaboration avec le paléontologue français Jules Lambert (d) (1848-1940).

## Caractéristiques
Ce sont de petits oursins réguliers, de forme sphérique, avec la bouche située au centre de la face inférieure (« face orale ») et l'anus à l'opposé (face dite « aborale »), au sein de l'« appareil apical » situé au sommet de la coquille (appelée « test »).
Le test est assez petit, aplati dorsalement avec un ambitus bas et une face orale plate. Le disque apical est réduit, et ses plaques d'aspect inconnu (les spécimens sont rares). Les ambulacres sont deux fois plus étroits que les interambulacres. Les plaques ambulacraires sont trigéminées, et les paires de pores sont arrangées en triades, sans élargissement oral. Deux tubercules de taille équivalente ornent chaque plaque composée. Les plaques interambulacraires sont beaucoup plus larges que hautes, et les plaques ambitales portent des rangées de trois-quatre tubercules de taille équivalente. Les tubercules primaires sont imperforés et non crénulés. Des fosses ovales sont présentes aux sutures horizontales. Sur les plaques ambitales il peut y en avoir jusqu'à cinq petites le long d'une suture, mais plus près des pôles ils se confondent pour former deux larges dépressions de part et d'autre du tubercule central. Les ambulacres portent deux fosses à chaque moitié d'ambulacre dans la zone à pores. Le péristome est petit, légèrement enfoncé.
Ce genre est apparu au Pliocène et ne semble pas s'être répandu hors de l'Indonésie ; on n'en connaît qu'une seule espèce vivante à l'heure actuelle, Erbechinus spectabilis.

## Liste d'espèces
Selon World Register of Marine Species (29 juillet 2021) :
- Erbechinus erbi Jeannet in Lambert & Jeannet, 1935 † (Pliocène, Java)
- Erbechinus gratus Nisiyama, 1966 † (Miocène, Japon)
- Erbechinus spectabilis (Mortensen, 1904) (îles Kei)

Le symbole † indique un taxon éteint.

## Publication originale
- Jules Lambert et Alphonse Jeannet, « Contribution à l’étude des Échinides tertiaires des Iles de la Sonde », Mémoires de la société paléontologique suisse, Bâle, vol. 56, no 1,‎ 1935, p. 1-62 (ISSN 0080-7389).